# Atikové patro

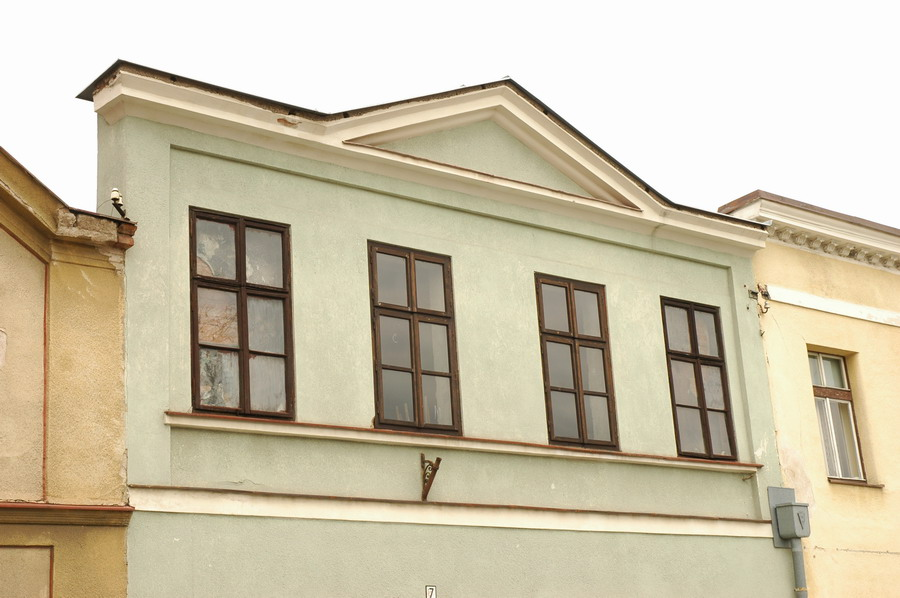
atikové patro

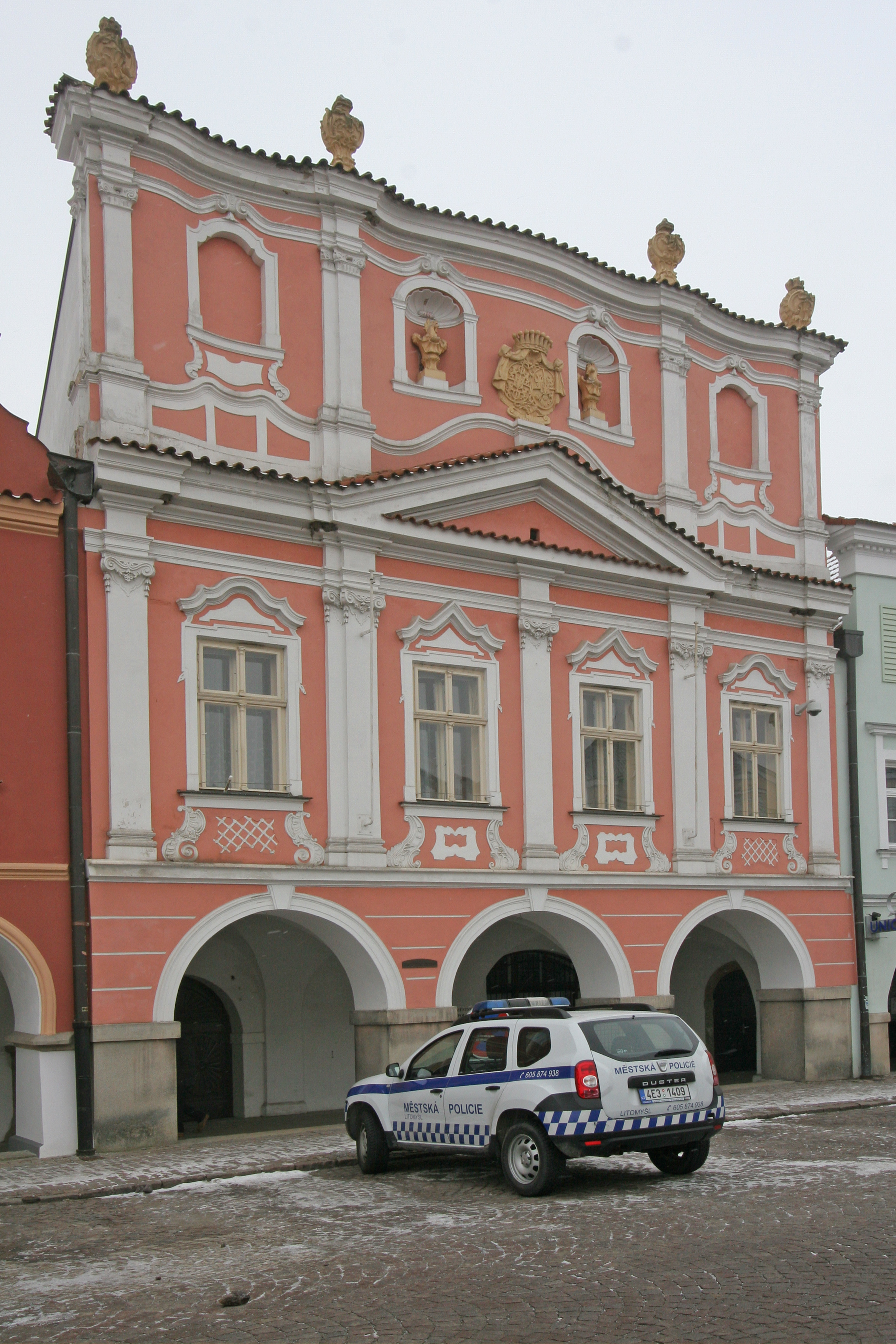
Rokové atické patro v Litomyšli

Atikové patro je vysoká atika, jež má předstírat další, ve skutečnosti neexistující patro. Může mít jedno nebo více oken osvětlujících půdní prostor. Krajní okna bývají buď slepá (zazděná) nebo jsou s rámy a prosklená stejně jako střední okna, případně opatřená žaluziemi. Atikové patro se užívalo zejména v zaalpské renesanci, ale i v rokoku a v dalších slozích.
Na ilustračním obrázku je v levém i pravém krajním okně dobře vidět cihelné zdivo, druhý představuje vysokou atiku se slepými okny.